# Winchelsea (Victoria)
Winchelsea is een plaats in de Australische deelstaat Victoria en telt 1102 inwoners (2006).